# Pasian di Prato
Pasian di Prato este o comună din provincia Udine, regiunea Friuli-Veneția Giulia, Italia, cu o populație de 9.252 locuitori (1 ianuarie 2023) și o suprafață de 15,41 km².

## Demografie
Pasian di Prato - evoluția demografică

|  | Graficele sunt indisponibile din cauza unor probleme tehnice. Mai multe informații se găsesc la Phabricator și la wiki-ul MediaWiki. |

Date: Recensăminte sau birourile de statistică - grafică realizată de Wikipedia